# Jaguar (microarquitectura)
L'AMD Jaguar Family 16h és una microarquitectura de baix consum dissenyada per AMD. S'utilitza a les APU que succeeixen la microarquitectura de la família Bobcat el 2013 i l'arquitectura Puma d'AMD el va succeir el 2014. És superescalar bidireccional i capaç d'executar-se fora d'ordre. S'utilitza a la Unitat de Negoci Semi-Custom d'AMD com a disseny per a processadors personalitzats i AMD l'utilitza en quatre famílies de productes: Kabini adreçat a portàtils i mini PC, Temash adreçat a tauletes, Kyoto adreçat a microservidors i Sèrie-G adreçada a aplicacions encastades. Tant la PlayStation 4 com la Xbox One utilitzen xips basats en la microarquitectura Jaguar, amb GPU més potents que les que ven AMD a les seves pròpies APU Jaguar disponibles comercialment.

## Característiques de disseny
- 32 Instrucció KiB + 32 La memòria cau L1 de dades KiB per nucli, la memòria cau L1 inclou la detecció d'errors de paritat.
- 16 vies, 1–2 La memòria cau L2 unificada MiB compartida per dos o quatre nuclis, la memòria cau L2 està protegida d'errors mitjançant l'ús de codi de correcció d'errors.
- Execució fora d'ordre i execució especulativa.
- Controlador de memòria integrat.
- Execució d'enter bidireccional.
- Execució bidireccional de 128 bits d'ample flotant i enter empaquetat.
- Divisor de maquinari enter.
- Els processadors de consum admeten dos DIMM DDR3L en un canal a freqüències de fins a 1600 MHz.
- Els processadors de servidor admeten dos DIMM DDR3 en un canal a freqüències de fins a 1600 MHz amb ECC.
- Com a SoC (no només una APU) integra el concentrador de controladors Fusion.
- Jaguar no inclou multifils agrupats (CMT), el que significa que els recursos d'execució no es comparteixen entre els nuclis.[2]

## Suport del conjunt d'instruccions
El nucli de Jaguar té suport per als conjunts d'instruccions i instruccions següents: MMX, SSE, SSE2, SSE3, SSSE3, SSE4a, SSE4.1, SSE4.2, AVX, F16C, CLMUL, AES, BMI1, MOVBE (Move Big-Endian instruction), XSAVE/XSAVEOPT, ABM (POPCNT/LZCNT) i AMD-V.

## Jaguar: derivat i successor
El 2017 es va anunciar un derivat de la microarquitectura Jaguar a l'APU de la revisió Xbox One X de Microsoft (Projecte Scorpio) a la Xbox One. L'APU del projecte Scorpio es descriu com un derivat "personalitzat" de la microarquitectura Jaguar, que utilitza vuit nuclis amb una velocitat de 2,3 GHz.
El successor Puma de Jaguar es va llançar el 2014 i s'orientava a ordinadors portàtils i tauletes d'entrada.